# 新米科拉伊夫卡 (新特羅伊齊克市鎮)
46°14′46″N 34°1′1″E / 46.24611°N 34.01694°E
新米科拉伊夫卡（烏克蘭語：Новомиколаївка）是位於烏克蘭南部的村莊，由赫爾松州海尼切斯克區的新特羅伊茨凱市鎮負責管轄。該村始建於1860年，面積64.2平方公里，海拔高度6米，2001年人口1,014，人口密度每平方公里15.8人。